# Jabłonowo Pomorskie (stacja kolejowa)
Jabłonowo Pomorskie – stacja kolejowa w Jabłonowie Pomorskim, w gminie Jabłonowo Pomorskie, w powiecie brodnickim, w województwie kujawsko-pomorskim. Według klasyfikacji PKP ma kategorię dworca lokalnego.
Stacja węzłowa, przez którą przechodzą linia kolejowa nr 208 oraz linia kolejowa nr 353 Poznań Wschód – Skandawa / Żeleznodorożnyj. Dodatkowo w przeszłości rozpoczynała się tu również linia kolejowa nr 232, którą całkowicie rozebrano.
Nieopodal stacji znajdują się dwa łukowe, ceglane, monumentalne wiadukty kolejowe nad rzeką Lutryną, zniszczone w 1939 i 1945, a następnie odbudowywane.

## Ruch pasażerski
| Rok  | Wymiana pasażerska na dobę |
| ---- | -------------------------- |
| 2017 | 700-999                    |
| 2022 | 1 000                      |
| 2023 | 1 100                      |